# Fissidentaceae
Fissidentaceae  es una familia de musgos perteneciente al orden Dicranales.
Según The Plant List comprende 10 géneros con 1,539 especies descritas y de estas, solo 818 aceptadas.

## Taxonomía
La familia fue descrita por Guillaume Philippe Schimper y publicado en Corollarium Bryologiae Europaeae 20. 1856. El género tipo es: Fissidens

## Géneros
- Conomitrium
- Fissidens
- Heterodon
- Moenkemeyera
- Nanobryum
- Octodiceras
- Polypodiopsis
- Schistophyllum
- Simplicidens
- Skitophyllum